# Esenbeckia febrifuga
Esenbeckia febrifuga är en vinruteväxtart som först beskrevs av Saint-hilaire, och fick sitt nu gällande namn av Adrien Henri Laurent de Jussieu och Carl Friedrich Philipp von Martius. Esenbeckia febrifuga ingår i släktet Esenbeckia och familjen vinruteväxter. Inga underarter finns listade i Catalogue of Life.